# Omnium masculin aux Jeux olympiques d'été de 2024
Cet article traite de l'épreuve masculine. Pour la compétition féminine, voir Omnium féminin aux Jeux olympiques d'été de 2024.
Navigation
Tokyo 2020 Los Angeles 2028
L'omnium masculin, épreuve de cyclisme sur piste des Jeux olympiques d'été de 2024, a lieu le 8 août 2024 sur le Vélodrome national de Saint-Quentin-en-Yvelines.

## Médaillés
| Or                    | Argent            | Bronze                      |
| Benjamin Thomas (FRA) | Iúri Leitão (POR) | Fabio Van den Bossche (BEL) |

## Site de la compétition

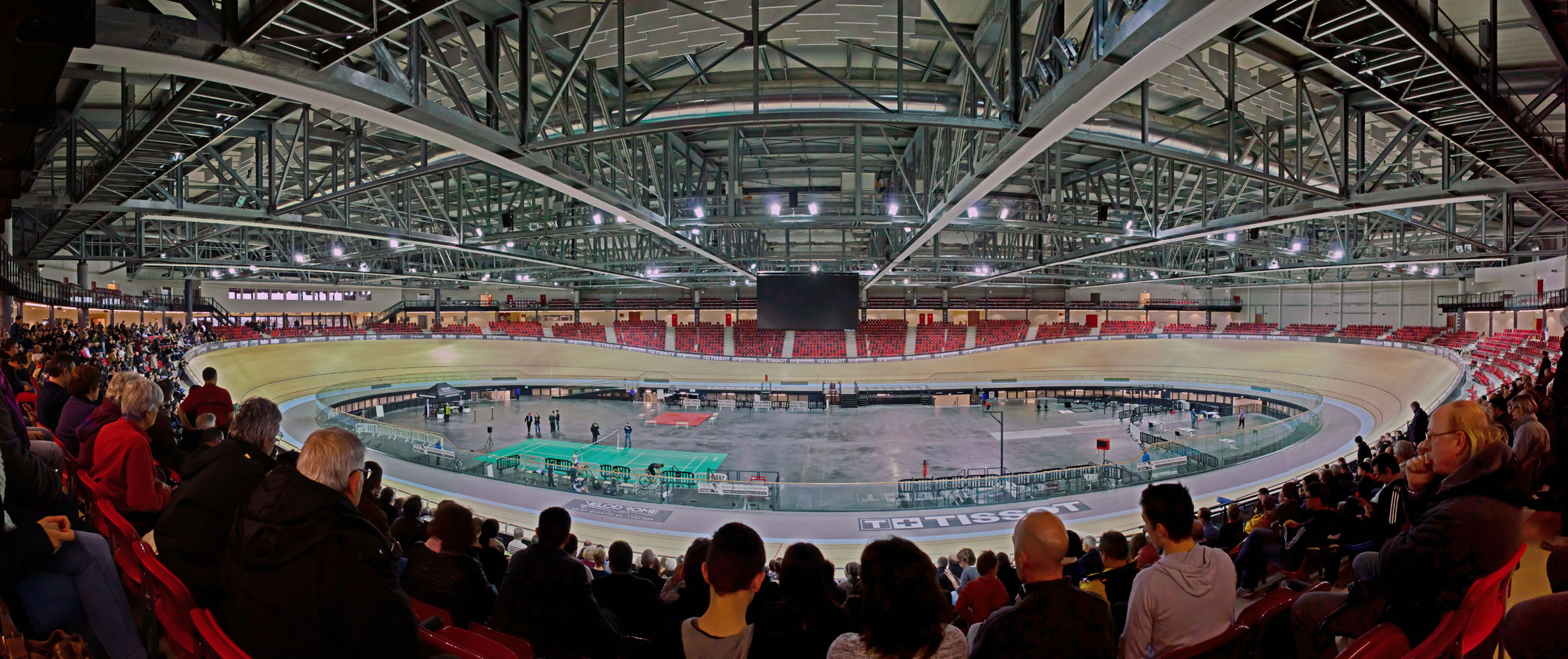
Vélodrome national en 2014.

Les épreuves de cyclisme sur piste ont lieu sur le Vélodrome national de Saint-Quentin-en-Yvelines. Contrairement à ce que son nom laisse supposer, il est situé sur la commune de Montigny-le-Bretonneux à l'ouest de Paris, à 36 km du village olympique. Il a été construit en 2011 et a une capacité de 5 000 spectateurs.

## Programme
| Date         | Horaire  | Manche                 |
| ------------ | -------- | ---------------------- |
| Jeudi 8 août | 17 h 00  | Course scratch         |
| Jeudi 8 août | à suivre | Course tempo           |
| Jeudi 8 août | à suivre | Course à l'élimination |
| Jeudi 8 août | à suivre | Course aux points      |

## Format de compétition
L'omnium est un événement combinant quatre épreuves. Le vainqueur est le cycliste qui obtient le plus de points à l'issue des quatre épreuves. Le premier de chacune des trois premières épreuves gagne 40 points, le deuxième obtient 38 points, le troisième 36 points, et ainsi de suite. La course aux points qui sert de dernière épreuve a un barème spécial. Les courses de l'omnium sont :
- la course scratch : la course est lancée avec un départ groupé ; le premier à franchir la ligne gagne l'épreuve. La distance est de 10 kilomètres (40 tours).
- la course tempo : la distance est de 10 kilomètres (40 tours). Après les 5 premiers tours, le premier de chaque tour marque 1 point. Prendre un tour sur le peloton rapporte 20 points supplémentaire. Le vainqueur de l'épreuve est le cycliste avec le plus de points (les points gagnés dans la course tempo ne comptent pas pour le total de l'omnium ; ils ne sont utilisés que pour classer les cyclistes). En cas d'égalité de points récoltés sur l'épreuve, c'est la place lors du sprint final qui départage les cyclistes.
- la course à l'élimination : tous les 2 tours, le dernier cycliste est éliminé.
- la course aux points : l'épreuve finale est une course aux points de 25 kilomètres (100 tours), avec des points gagnés pour les sprints (5, 3, 2, 1, tous les 10 tours avec des points doublés pour le sprint final) et pour les tours pris sur le peloton (20 points).

## Résultats détaillés
| Rang | Cycliste              | Pays             | Tours    | Points sur l'épreuve |
| ---- | --------------------- | ---------------- | -------- | -------------------- |
| 1    | Benjamin Thomas       | France           |          | 40                   |
| 2    | Niklas Larsen         | Danemark         |          | 38                   |
| 3    | Fabio Van den Bossche | Belgique         |          | 36                   |
| 4    | Jan-Willem van Schip  | Pays-Bas         |          | 34                   |
| 5    | Kazushige Kuboki      | Japon            | -1 tour  | 32                   |
| 6    | Ethan Hayter          | Grande-Bretagne  | -1 tour  | 30                   |
| 7    | Iúri Leitão           | Portugal         | -1 tour  | 28                   |
| 8    | Albert Torres         | Espagne          | -1 tour  | 26                   |
| 9    | Aaron Gate            | Nouvelle-Zélande | -1 tour  | 24                   |
| 10   | Tim Torn Teutenberg   | Allemagne        | -1 tour  | 22                   |
| 11   | Alex Vogel            | Suisse           | -1 tour  | 20                   |
| 12   | Elia Viviani          | Italie           | -1 tour  | 18                   |
| 13   | Tim Wafler            | Autriche         | -1 tour  | 16                   |
| 14   | Sam Welsford          | Australie        | -1 tour  | 14                   |
| 15   | Grant Koontz          | États-Unis       | -1 tour  | 12                   |
| 16   | Dylan Bibic           | Canada           | -1 tour  | 10                   |
| 17   | Jan Voneš             | Tchéquie         | -1 tour  | 8                    |
| 18   | Bernard Van Aert      | Indonésie        | -1 tour  | 6                    |
| 19   | Alan Banaszek         | Pologne          | -1 tour  | 4                    |
| 20   | Fernando Gaviria      | Colombie         | -2 tours | 2                    |
| 21   | Ricardo Peña          | Mexique          | -2 tours | 1                    |
| 22   | Youssef Abouelhassan  | Égypte           | -4 tours | -39                  |

| Rang | Cycliste              | Pays             | Points sur la tempo | Points sur l'épreuve |
| ---- | --------------------- | ---------------- | ------------------- | -------------------- |
| 1    | Fabio Van den Bossche | Belgique         | 31                  | 40                   |
| 2    | Iúri Leitão           | Portugal         | 28                  | 38                   |
| 3    | Tim Torn Teutenberg   | Allemagne        | 25                  | 36                   |
| 4    | Alex Vogel            | Suisse           | 23                  | 34                   |
| 5    | Jan Voneš             | Tchéquie         | 22                  | 32                   |
| 6    | Niklas Larsen         | Danemark         | 22                  | 30                   |
| 7    | Albert Torres         | Espagne          | 21                  | 28                   |
| 8    | Aaron Gate            | Nouvelle-Zélande | 21                  | 26                   |
| 9    | Grant Koontz          | États-Unis       | 21                  | 24                   |
| 10   | Elia Viviani          | Italie           | 1                   | 22                   |
| 11   | Benjamin Thomas       | France           | 1                   | 20                   |
| 12   | Ethan Hayter          | Grande-Bretagne  | 0                   | 18                   |
| 13   | Jan-Willem van Schip  | Pays-Bas         | 0                   | 16                   |
| 14   | Fernando Gaviria      | Colombie         | 0                   | 14                   |
| 15   | Kazushige Kuboki      | Japon            | 0                   | 12                   |
| 16   | Tim Wafler            | Autriche         | 0                   | 10                   |
| 17   | Alan Banaszek         | Pologne          | 0                   | 8                    |
| 18   | Sam Welsford          | Australie        | 0                   | 6                    |
| 19   | Ricardo Peña          | Mexique          | 0                   | 4                    |
| 20   | Bernard Van Aert      | Indonésie        | 0                   | 2                    |
| 21   | Dylan Bibic           | Canada           | 0                   | 1                    |
| 22   | Youssef Abouelhassan  | Égypte           | -20                 | 1                    |

| Rang | Cycliste              | Pays             | Points sur l'épreuve |
| ---- | --------------------- | ---------------- | -------------------- |
| 1    | Ethan Hayter          | Grande-Bretagne  | 40                   |
| 2    | Benjamin Thomas       | France           | 38                   |
| 3    | Tim Torn Teutenberg   | Allemagne        | 36                   |
| 4    | Elia Viviani          | Italie           | 34                   |
| 5    | Sam Welsford          | Australie        | 32                   |
| 6    | Fabio Van den Bossche | Belgique         | 30                   |
| 7    | Iúri Leitão           | Portugal         | 28                   |
| 8    | Fernando Gaviria      | Colombie         | 26                   |
| 9    | Alan Banaszek         | Pologne          | 24                   |
| 10   | Kazushige Kuboki      | Japon            | 22                   |
| 11   | Aaron Gate            | Nouvelle-Zélande | 20                   |
| 12   | Dylan Bibic           | Canada           | 18                   |
| 13   | Albert Torres         | Espagne          | 16                   |
| 14   | Jan Voneš             | Tchéquie         | 14                   |
| 15   | Youssef Abouelhassan  | Égypte           | 12                   |
| 16   | Niklas Larsen         | Danemark         | 10                   |
| 17   | Alex Vogel            | Suisse           | 8                    |
| 18   | Grant Koontz          | États-Unis       | 6                    |
| 19   | Tim Wafler            | Autriche         | 4                    |
| 20   | Ricardo Peña          | Mexique          | 2                    |
| 21   | Jan-Willem van Schip  | Pays-Bas         | 1                    |
| 22   | Bernard Van Aert      | Indonésie        | 1                    |

| Rang                                | Cycliste              | Pays             | Épreuves précédentes | Épreuves précédentes | Épreuves précédentes   | Épreuves précédentes | Course aux points | Course aux points | Course aux points | Course aux points | Course aux points | Course aux points | Course aux points | Course aux points | Course aux points | Course aux points | Course aux points | Course aux points | Course aux points | Total de points |
| Rang                                | Cycliste              | Pays             | Course scratch       | Course tempo         | Course à l'élimination | Sous- total          | Sprints           | Sprints           | Sprints           | Sprints           | Sprints           | Sprints           | Sprints           | Sprints           | Sprints           | Sprints           | Tours             | Tours             | Ordre final       | Total de points |
| Rang                                | Cycliste              | Pays             | Course scratch       | Course tempo         | Course à l'élimination | Sous- total          | 1                 | 2                 | 3                 | 4                 | 5                 | 6                 | 7                 | 8                 | 9                 | 10                | +                 | −                 | Ordre final       | Total de points |
| ----------------------------------- | --------------------- | ---------------- | -------------------- | -------------------- | ---------------------- | -------------------- | ----------------- | ----------------- | ----------------- | ----------------- | ----------------- | ----------------- | ----------------- | ----------------- | ----------------- | ----------------- | ----------------- | ----------------- | ----------------- | --------------- |
| Médaille d'or, Jeux olympiques      | Benjamin Thomas       | France           | 40                   | 20                   | 38                     | 98                   |                   | 5                 | 2                 |                   | 3                 | 5                 |                   |                   | 5                 | 6                 | 40                |                   | 2                 | 164             |
| Médaille d'argent, Jeux olympiques  | Iúri Leitão           | Portugal         | 28                   | 38                   | 28                     | 94                   |                   |                   | 5                 | 3                 | 5                 | 2                 |                   |                   |                   | 4                 | 40                |                   | 3                 | 153             |
| Médaille de bronze, Jeux olympiques | Fabio Van den Bossche | Belgique         | 36                   | 40                   | 30                     | 106                  |                   |                   | 1                 | 2                 |                   |                   |                   |                   | 2                 |                   | 20                |                   | 8                 | 131             |
| 4                                   | Albert Torres         | Espagne          | 26                   | 28                   | 16                     | 70                   |                   |                   |                   | 5                 |                   | 1                 | 1                 |                   |                   | 10                | 40                |                   | 1                 | 127             |
| 5                                   | Aaron Gate            | Nouvelle-Zélande | 24                   | 26                   | 20                     | 70                   |                   |                   | 3                 |                   |                   |                   | 5                 |                   | 3                 | 2                 | 40                |                   | 4                 | 123             |
| 6                                   | Kazushige Kuboki      | Japon            | 32                   | 12                   | 22                     | 66                   | 2                 | 3                 |                   |                   |                   |                   |                   | 1                 | 1                 |                   | 40                |                   | 10                | 113             |
| 7                                   | Tim Torn Teutenberg   | Allemagne        | 22                   | 36                   | 36                     | 94                   | 1                 | 1                 |                   |                   | 2                 |                   |                   |                   |                   |                   |                   |                   | 17                | 98              |
| 8                                   | Ethan Hayter          | Grande-Bretagne  | 30                   | 18                   | 40                     | 88                   | 3                 | 2                 |                   |                   | 1                 |                   |                   | 3                 |                   |                   |                   |                   | 5                 | 97              |
| 9                                   | Elia Viviani          | Italie           | 18                   | 22                   | 34                     | 74                   |                   |                   |                   |                   |                   |                   | 3                 |                   |                   |                   | 20                |                   | 7                 | 97              |
| 10                                  | Niklas Larsen         | Danemark         | 38                   | 30                   | 10                     | 78                   |                   |                   |                   | 1                 |                   |                   |                   | 5                 |                   |                   |                   |                   | 13                | 84              |
| 11                                  | Alex Vogel            | Suisse           | 20                   | 34                   | 8                      | 72                   |                   |                   |                   |                   |                   |                   |                   |                   |                   |                   |                   |                   | 18                | 62              |
| 12                                  | Jan Voneš             | Tchéquie         | 8                    | 32                   | 14                     | 54                   |                   |                   |                   |                   |                   |                   |                   | 2                 |                   |                   |                   |                   | 11                | 56              |
| 13                                  | Tim Wafler            | Autriche         | 16                   | 10                   | 4                      | 30                   |                   |                   |                   |                   |                   | 3                 | 2                 |                   |                   |                   | 20                |                   | 9                 | 55              |
| 14                                  | Sam Welsford          | Australie        | 14                   | 6                    | 32                     | 52                   |                   |                   |                   |                   |                   |                   |                   |                   |                   |                   |                   |                   | 16                | 52              |
| 15                                  | Jan-Willem van Schip  | Pays-Bas         | 34                   | 16                   | 1                      | 51                   |                   |                   |                   |                   |                   |                   |                   |                   |                   |                   |                   |                   | 12                | 51              |
| 16                                  | Grant Koontz          | États-Unis       | 12                   | 24                   | 6                      | 42                   |                   |                   |                   |                   |                   |                   |                   |                   |                   |                   |                   |                   | 6                 | 42              |
| 17                                  | Fernando Gaviria      | Colombie         | 2                    | 14                   | 26                     | 42                   |                   |                   |                   |                   |                   |                   |                   |                   |                   |                   |                   |                   | 14                | 42              |
| 18                                  | Alan Banaszek         | Pologne          | 4                    | 8                    | 24                     | 36                   | 5                 |                   |                   |                   |                   |                   |                   |                   |                   |                   |                   |                   | 21                | 41              |
| 19                                  | Dylan Bibic           | Canada           | 10                   | 1                    | 18                     | 29                   |                   |                   |                   |                   |                   |                   |                   |                   |                   |                   |                   |                   | 20                | 29              |
| 20                                  | Bernard Van Aert      | Indonésie        | 6                    | 2                    | 1                      | 9                    |                   |                   |                   |                   |                   |                   |                   |                   |                   |                   |                   | 40                | 15                | -31             |
| 21                                  | Ricardo Peña          | Mexique          | 1                    | 4                    | 2                      | 7                    |                   |                   |                   |                   |                   |                   |                   |                   |                   |                   |                   | 40                | 19                | -33             |
| 22                                  | Youssef Abouelhassan  | Égypte           | -39                  | 1                    | 12                     | -26                  |                   |                   |                   |                   |                   |                   |                   |                   |                   |                   |                   | 40                | Abd               | -66             |